# Стоян Лаловски
Стоян Петков Лаловски е български политик, кмет на Орхание от 1887 до 1890 – 1891 г.
Баща е на земеделските водачи Илия Стоянов и Лало Стоянов, които са убити през 1925 г. По време на неговото управление се вземат мерки за борба с епидемиите и болестите. Разширяват се търговията и занаятите. В прогимназията са назначени първите местни учители с висше образование. В 1891 г. е възстановена дейността на читалище „Напредък“.